# Anh Đức
Anh Đức, tên thật là Bùi Đức Ái (1935 – 2014), là một nhà văn Việt Nam từng được trao giải thưởng Hồ Chí Minh do những đóng góp cho Văn học Việt Nam trong giai đoạn chiến tranh Việt Nam.

## Tiểu sử

### Bắt đầu nghề viết văn
Bùi Đức Ái rời gia đình, vào chiến khu của lực lượng kháng chiến ở miền Nam Việt Nam hoạt động từ khi còn trẻ. Năm 1953, ông được điều về làm ở báo Cứu quốc Nam Bộ. Ông được trao giải thưởng văn nghệ Cửu Long trong giai đoạn này. Người đầu tiên được coi là đã phát hiện ra năng khiếu văn học của Bùi Đức Ái là nhà văn Đoàn Giỏi. Vào những năm 20 tuổi, khi mới bắt đầu nghề văn, Anh Đức từng đề nghị Đoàn Giỏi, một nhà văn đàn anh, xem và nhận xét những tác phẩm của mình .
Sau đó, Bùi Đức Ái tập kết ra miền Bắc. Trong thời gian ở miền Bắc, ông viết với bút danh Bùi Đức Ái. Thời gian này ông được gặp và tiếp xúc với nhiều nhà văn lớn cùng thời tại Hà Nội. Theo phân công của Hội nhà văn Việt Nam, mỗi nhà văn có kinh nghiệm giúp đỡ, truyền đạt kinh nghiệm, đọc và góp ý bản thảo cho một cây bút trẻ tập kết. Người được giao kèm cặp Bùi Đức Ái là nhà văn Nguyễn Huy Tưởng .
Ngoài ra, Bùi Đức Ái đi thực tế nhiều nơi, viết một số truyện ngắn nhưng không thật nổi bật cho đến khi ông gặp bà Nguyễn Thị Huỳnh, một phụ nữ từng hoạt động trong lực lượng kháng chiến ở miền Nam Việt Nam. Nhờ cuộc gặp gỡ này, ông viết Một truyện chép ở bệnh viện. Tập truyện được đón nhận rộng rãi và trở thành một trong những tác phẩm làm nên tên tuổi của ông sau này.

### Trở lại chiến trường miền Nam
Năm 1962, Bùi Đức Ái trở lại chiến trường miền Nam Việt Nam ngay trong đợt đầu tiên của văn nghệ sĩ. Các nhà lãnh đạo văn hóa tư tưởng và văn nghệ có vẻ đánh giá rất cao khả năng của Anh Đức. Đích thân Trưởng ban tổ chức trung ương miền Bắc Việt Nam Lê Đức Thọ đã gặp Anh Đức và dặn dò: "Vào trong đó cậu nên tập trung thời gian mà sáng tác, đừng làm việc hành chính mất thời gian, việc đó nhiều người làm được" .
Trở lại miền Nam Việt Nam, ông bắt đầu lấy bút danh mới là Anh Đức. Trải qua thời gian rèn luyện nghề văn tại miền Bắc Việt Nam, khi tiếp cận với thực tế cuộc chiến ở chiến trường miền Nam, Anh Đức viết một loạt hồi ký, được chú ý nhất là loạt ký sự Bức thư Cà Mau. Dưới hình thức trao đổi văn học qua thư với nhà văn Nguyễn Tuân, Anh Đức phản ánh thực tế sống và chiến đấu của lực lượng kháng chiến tại Cà Mau và nhiều vùng khác của miền Nam Việt Nam. Cũng trong thời gian này, ông đến Kiên Giang và viết tác phẩm có lẽ là nổi tiếng nhất của ông, tiểu thuyết Hòn Đất. Hòn Đất đã mang về cho Anh Đức giải thưởng văn học Nguyễn Đình Chiểu.

### Sau 1975
Sau năm 1975, Anh Đức về sống ở Thành phố Hồ Chí Minh. Ông viết một số truyện ngắn như Người khách đến thăm vườn nhà tôi, Cái bàn bỏ trống, Miền sóng vỗ. Ở các cương vị làm quản lý, trong giai đoạn chiến tranh, Anh Đức từng nắm giữ các chức vụ: tổng biên tập tạp chí Văn nghệ giải phóng, ủy viên Ban thư ký Hội nhà văn Việt Nam. Sau năm 1975, có thời gian Anh Đức là ủy viên Ban thư ký Hội nhà văn Thành phố Hồ Chí Minh; tổng biên tập tạp chí Văn, ủy viên Đảng đoàn các khóa 2 và 3, đại biểu quốc hội khóa 7...
Thời gian cuối đời Anh Đức cư ngụ tại Quận 1, Thành phố Hồ Chí Minh. Ông mất tại nhà vì tuổi cao, bệnh nặng vào ngày 21 tháng 8 năm 2014.

## Phong cách
Văn phong của Anh Đức được đánh giá là điềm đạm và thanh thoát. Từ những truyện ngắn đầu tay của ông, nhà văn Đoàn Giỏi từng dự đoán ông sẽ còn tiến xa trong văn nghiệp.
Với đề tài chính của các nhà văn thời bấy giờ: cuộc Chiến tranh Việt Nam, Anh Đức được đánh giá là không thi vị hóa cuộc chiến mà tìm ra nét đẹp của con người trong hoàn cảnh tàn bạo nhất của chiến tranh. Ông cũng ca ngợi tình người, sự anh dũng của lực lượng kháng chiến ở miền Nam Việt Nam.
Về truyện ngắn, ông được đánh giá là tuy không có những cốt truyện gay cấn, đặc sắc, nhưng cao tay trong cách dựng và sử dụng chữ, chi tiết đắt, tình huống hấp dẫn. Về bút ký, Anh Đức không bao giờ kể chuyện chay, những lời đại ngôn, mà bằng những chi tiết. Ngôn ngữ của ông được chọn lọc, khi sử dụng phương ngữ thường dùng những từ nêu bật nét đặc sắc của vùng đất. Trong Bức thư Cà Mau, những đoạn viết về cách đốt than, những chi tiết như người thợ đốt lò ngửi mùi xem than đã chín chưa hay vốc bụng nước U Minh đỏ ngầu như rượu vang... đều được đánh giá rất cao .
Về mặt tiểu thuyết, nhắc tới Anh Đức, nhiều người nghĩ tới tác phẩm Hòn Đất. Hòn Đất được coi là một trong những tiểu thuyết viết về chiến tranh tiêu biểu thời bấy giờ với những nhân vật rất sống động sau này được lấy làm kịch bản cho phim truyện Chị Sứ.
Giai đoạn sau 1975, Anh Đức viết không nhiều và cũng cố gắng tìm tòi những cách thể hiện mới mẻ, phù hợp hơn, nhưng không thực sự thành công .
Các tác phẩm Giấc mơ ông lão vườn chim, Hòn đất (trích đoạn) và Bức thư Cà Mau (trích đoạn) của ông từng được đưa vào giảng dạy ở chương trình văn học phổ thông.

## Giải thưởng
- Giải nhất truyện ngắn của tạp chí Văn nghệ (1958), Giải thưởng Nguyễn Đình Chiểu (truyện, 1965).
- Giải thưởng Hồ Chí Minh về văn học năm 2000.

## Các tác phẩm
- Biển động (1952), tập truyện ngắn
- Lão anh hùng dưới hầm bí mật (1956), truyện ký
- Một chuyện chép ở bệnh viện (1958), tiểu thuyết, được lấy làm kịch bản cho phim truyện Chị Tư Hậu (1962).
- Biển xa (1960), tập truyện ngắn
- Bức thư Cà Mau (1965), tập truyện, bút ký
- Hòn Đất (1966), tiểu thuyết, được lấy làm kịch bản cho phim truyện Hòn Đất (1983)
- Giấc mơ ông lão vườn chim (1970), tập truyện ngắn
- Đứa con của đất (1976), tiểu thuyết
- Miền sóng vỗ (1985), tập truyện ngắn